# Sommerbiathlon-Europameisterschaften 2010

EM-Logo

Die offenen Sommerbiathlon-Europameisterschaften 2010 fanden vom 11. bis 15. August im slowakischen Osrblie statt. Die Wettbewerbe wurden in nur in der Disziplin Crosslauf und nur im Sprint und der Verfolgung ausgetragen. Nachdem die Crosswettbewerbe der Sommerbiathlon-Weltmeisterschaften 2010 ausgesetzt wurden, war es die bedeutendste internationale Veranstaltung dieser Version des Biathlons.
Die Jury bestand aus sechs Mitgliedern. Karl-Heinz Wolf (Deutschland) war als Technischer Delegierter der International Biathlon Union vor Ort, Wettkampfleiter war Jozef Hirschman (Slowakei). Zudem gehörten Ventzeslav Iliev (Bulgarien, ohne Stimmrecht) sowie Tomislav Lopatič (Bosnien und Herzegowina), Vasili Balshkou (Weißrussland) und Vojtech Zicháček (Tschechien) bei den Wettbewerben der Männer sowie des Wettbewerbs in der Mixed-Staffel und Gheorghe Gârniță (Rumänien), Adam Kolodziejczyk (Polen) und Alexandr Akritckii (Russland) bei den Frauenwettkämpfen der Jury an.
Erfolgreichste Nation war Russland mit neun von 13 möglichen gewonnenen Medaillen, darunter beide Titel bei den Frauen. Vier der übrigen möglichen sechs Medaillen, darunter beide Titel bei den Männern, gingen an Slowenien. Die restlichen zwei Medaillen gewannen die Starter aus der Ukraine. Dreifach-Europameisterin wurde Irina Leukhina, Doppel-Europameister Matej Kazár, der zudem auch Bronze im Mixed gewann. Erstmals nahem Biathleten aus Armenien und Kenia bei europäischen Biathlonmeisterschaften teil.

## Männer

### Sprint 4 km
| Platz | Sportler                | Zeit     | Schieß- fehler |
| ----- | ----------------------- | -------- | -------------- |
| 1     | Matej Kazár             | 13:50,6  | 2-1            |
| 2     | Maxim Adiew             | + 0:00,4 | 1-1            |
| 3     | Iwan Pantschenko        | + 0:12,5 | 0-2            |
| 4     | Alexei Katrenko         | + 0:13,9 | 2-2            |
| 5     | Peter Ridzoň            | + 0:27,5 | 0-1            |
| 6     | Anuzar Yunusov          | + 0:29,7 | 2-1            |
| 7     | Alexander Katschanowski | + 0:30,5 | 3-1            |
| 8     | Wassili Kirsanow        | + 0:31,6 | 1-2            |
| 9     | Andrij Bohaj            | + 0:37,4 | 1-0            |
| 10    | Sergei Schernow         | + 0:41,1 | 2-2            |
| 11    | Ruslan Nasirov          | + 0:59,1 | 4-2            |
| 12    | Marcel Bräutigam        | + 1:11,7 | 2-2            |
| 13    | Nasarij Buryk           | + 1:14,4 | 0-2            |
| 14    | Eliyah Kiptoo           | + 1:18,1 | 5-5            |
| 15    | Witali Kabardin         | + 1:21,4 | 2-2            |
| 16    | Martin Otčenáš          | + 1:25,6 | 2-1            |
| 17    | Marian Válek            | + 1:26,8 | 0-1            |
| 18    | Radovan Cienik          | + 1:26,9 | 0-3            |
| 19    | Károly Gombos           | + 1:31,3 | 0-4            |
| 20    | Luboš Schorný           | + 1:31,7 | 0-2            |
| 21    | Tomasz Puda             | + 1:42,8 | 1-1            |
| 22    | Steffen Jabin           | + 1:44,0 | 2-2            |
| 23    | Václav Bitala           | + 1:44,8 | 3-1            |
| 24    | Miroslav Matiaško       | + 1:44,8 | 3-3            |
| 25    | Norbert Gröne           | + 1:51,2 | 4-2            |
| 26    | Liviu Croitoru          | + 1:52,8 | 3-5            |
| 27    | Murod Hodjibayev        | + 1:57,8 | 2-4            |
| 28    | Ihar Tabola             | + 2:02,6 | 2-1            |
| 29    | Titus Rotich            | + 2:03,2 | 5-5            |
| 30    | Jauhen Schuleu          | + 2:06,6 | 1-2            |
| 31    | Witalij Derdijtschuk    | + 2:57,2 | 5-3            |
| 32    | Christian Moser         | + 3:09,2 | 5-5            |
| 33    | Daniel Pelyhe           | + 3:13,0 | 3-4            |
| 34    | Samwel Torossjan        | + 6:04,5 | 3-4            |
| 35    | Howhannes Sargsjan      | + 7:17,7 | 3-4            |

Datum: Sonnabend, 14. August 2010, 10:00 Uhr

Es starteten 35 Athleten aus 12 Ländern. Witalij Derdijtschuk bekam eine Zeitgutschrift von 0:44,7 Minuten. Dominiert wurde der Wettkampf von den russischen Läufern, die sechs der Top-Ten-Ränge belegten.
Das Juniorenrennen mit 47 Teilnehmern gewann der Weißrusse Artsiom Leshchanka vor dem Slowaken Tomáš Hasilla und dem Russen Anton Babikow. Bester Deutscher war Niklas Heyser auf Rang fünf, Österreicher, Schweizer oder Italiener waren nicht am Start.

### Verfolgung 6 km
| Platz | Sportler                | Zeit      | Schieß- fehler |
| ----- | ----------------------- | --------- | -------------- |
| 1     | Matej Kazár             | 22:41,7   | 0-1-1-2        |
| 2     | Alexei Katrenko         | + 0:38,9  | 1-2-3-2        |
| 3     | Maxim Adiew             | + 0:47,9  | 1-1-1-3        |
| 4     | Iwan Pantschenko        | + 1:22,0  | 1-1-1-3        |
| 5     | Alexander Katschanowski | + 1:23,7  | 3-1-2-0        |
| 6     | Wassili Kirsanow        | + 1:24,8  | 0-3-0-1        |
| 7     | Andrij Bohaj            | + 2:22,7  | 1-1-2-0        |
| 8     | Miroslav Matiaško       | + 2:30,2  | 0-0-0-2        |
| 9     | Sergei Schernow         | + 2:48,3  | 2-1-2-1        |
| 10    | Peter Ridzoň            | + 2:49,9  | 2-2-1-4        |
| 11    | Anuzar Yunusov          | + 2:55,3  | 4-2-2-3        |
| 12    | Witali Kabardin         | + 2:59,7  | 0-3-0-2        |
| 13    | Nasarij Buryk           | + 3:31,5  | 3-2-0-1        |
| 14    | Ruslan Nasirov          | + 3:43,1  | 5-2-3-2        |
| 15    | Murod Hodjibayev        | + 3:57,9  | 1-0-3-4        |
| 16    | Luboš Schorný           | + 4:08,7  | 1-1-3-0        |
| 17    | Norbert Gröne           | + 4:14,6  | 3-1-0-2        |
| 18    | Eliyah Kiptoo           | + 4:24,7  | 4-5-5-5        |
| 19    | Steffen Jabin           | + 4:26,8  | 2-0-4-2        |
| 20    | Marcel Bräutigam        | + 4:29,8  | 3-3-2-2        |
| 21    | Martin Otčenáš          | + 4:37,3  | 2-1-3-3        |
| 22    | Károly Gombos           | + 4:37,4  | 2-2-3-2        |
| 23    | Radovan Cienik          | + 4:48,6  | 2-2-3-1        |
| 24    | Marian Válek            | + 4:56,8  | 1-1-2-2        |
| 25    | Jauhen Schuleu          | + 5:04,1  | 2-2-0-0        |
| 26    | Tomasz Puda             | + 5:27,9  | 3-1-1-2        |
| 27    | Ihar Tabola             | + 5:37,0  | 2-0-3-1        |
| 28    | Witalij Derdijtschuk    | + 5:41,4  | 2-0-3-0        |
| 29    | Václav Bitala           | + 6:00,8  | 2-1-5-2        |
| 30    | Titus Rotich            | + 6:14,1  | 5-5-3-5        |
| 31    | Christian Moser         | + 6:50,5  | 4-1-3-2        |
| 32    | Liviu Croitoru          | + 7:49,5  | 3-4-3-5        |
| 33    | Daniel Pelyhe           | + 11:11,0 | 4-3-4-2        |
| dns   | Samwel Torossjan        |           |                |
| dns   | Howhannes Sargsjan      |           |                |

Datum: Sonntag, 15. August 2010, 10:00 Uhr

Es starteten 33 der 35 qualifizierten Athleten, die beiden Vertreter Armeniens gingen nicht mehr an den Start. Einzig der Sieger Matej Kazár, der nach dem Sprint auch dieses Verfolgungsrennen gewann, verhinderte einen totalen russischen Triumph. Russische Athleten belegten die Plätze 2 bis 6. Daniel Pelyhe bekam eine Zeitstrafe von zwei Minuten.
Das Rennen der Junioren, an dem noch 45 der 47 qualifizierten Biathleten teilnahmen, beendeten 44 Starter. Der Weißrusse Artsiom Leshchanka gewann vor den Russen Vladislav Vakorin und Anton Babikow seinen zweiten Titel. Bester Deutscher war Niklas Heyser auf Rang fünf; Österreicher, Schweizer oder Italiener waren nicht am Start.

## Frauen

### Sprint 4 km
| Platz | Sportler              | Zeit     | Schieß- fehler |
| ----- | --------------------- | -------- | -------------- |
| 1     | Irina Leukhina        | 12:11,7  | 0-0            |
| 2     | Jana Gereková         | + 0:27,9 | 1-0            |
| 3     | Olga Prokopewa        | + 0:37,9 | 1-0            |
| 4     | Tatjana Belkina       | + 0:52,1 | 3-0            |
| 5     | Pavla Schorná         | + 0:59,9 | 2-2            |
| 6     | Switlana Krikontschuk | + 1:15,8 | 1-2            |
| 7     | Alexandra Walischina  | + 1:28,1 | 2-2            |
| 8     | Natalja Solowjowa     | + 1:46,7 | 5-2            |
| 9     | Wolha Nasarawa        | + 2:01,1 | 3-1            |
| 10    | Alexandra Camenșcic   | + 2:34,1 | 2-1            |
| 11    | Veronika Hořejší      | + 2:37,5 | 0-2            |
| 12    | Iryna Babezkaja       | + 2:46,6 | 3-3            |
| 13    | Ildikó Papp           | + 2:50,0 | 3-3            |
| 14    | Vladimíra Točeková    | + 3:49,3 | 3-2            |
| 15    | Dilafruz Imomhusanova | + 3:56,8 | 2-3            |
| 16    | Alina Ayupova         | + 4:32,4 | 4-3            |
| 17    | Ľubomíra Kalinová     | + 4:33,1 | 3-3            |
| 18    | Zsuzsa Czene          | + 5:43,3 | 4-2            |

Datum: Sonnabend, 14. August 2010, 14:00 Uhr

Es starteten 18 Athletinnen aus acht Ländern. Mit fünf der acht ersten Plätze stellten die russischen Frauen das stärkste Aufgebot.
Im Rennen der Juniorinnen traten 42 der 43 gemeldeten Biathletinnen an, von denen 41 in die Wertung kamen. Es siegte die Ukrainerin Tetjana Tratschuk vor den Russinnen Aljona Schilenko und Tatjana Kasakowa. Beste deutsche Starterin war Lena Schäfer auf Platz 28., Thordis Arnold wurde 30. Österreicherinnen, Schweizerinnen, Italienerinnen oder Belgierinnen waren nicht am Start.

### Verfolgung 5 km
| Platz | Sportler              | Zeit      | Schieß- fehler |
| ----- | --------------------- | --------- | -------------- |
| 1     | Irina Leukhina        | 22:27,2   | 0-1-0-1        |
| 2     | Olga Prokopewa        | + 1:07,3  | 2-1-0-0        |
| 3     | Switlana Krikontschuk | + 1:19,0  | 0-1-0-1        |
| 4     | Pavla Schorná         | + 1:24,2  | 1-2-2-0        |
| 5     | Tatjana Belkina       | + 1:59,7  | 2-2-2-0        |
| 6     | Natalja Solowjowa     | + 2:28,3  | 2-1-1-1        |
| 7     | Alexandra Walischina  | + 4:15,5  | 4-1-0-1        |
| 8     | Wolha Nasarawa        | + 4:53,1  | 1-2-2-0        |
| 9     | Iryna Babezkaja       | + 5:21,3  | 3-2-1-1        |
| 10    | Veronika Hořejší      | + 6:51,6  | 2-1-1-1        |
| 11    | Alexandra Camenșcic   | + 7:47,7  | 3-1-2-1        |
| 12    | Dilafruz Imomhusanova | + 8:10,1  | 1-2-1-2        |
| 13    | Vladimíra Točeková    | + 8:28,3  | 2-2-1-1        |
| 14    | Ildikó Papp           | + 9:12,1  | 4-5-3-4        |
| 15    | Ľubomíra Kalinová     | + 9:36,3  | 3-1-4-2        |
| 16    | Alina Ayupova         | + 13:27,5 | 4-3-5-3        |
| 17    | Zsuzsa Czene          | + 15:18,6 | 2-0-3-4        |
| dns   | Jana Gereková         |           |                |

Datum: Sonntag, 15. August 2010, 14:00 Uhr

Es starteten 17 der 18 qualifizierten Athletinnen. Die Siegerin des Sprints, Irina Leukhina, gewann nach dem Sprint auch die Verfolgung. Die Vize-Europameisterin des Sprintrennens, Jana Gereková, trat zum Rennen nicht an. Mit fünf Platzierungen unter den ersten Sieben stellten erneut die Russinen die erfolgreichste Nationalmannschaft. Ľubomíra Kalinová (0:33,1 min), Alina Ayupova (0:32,4 min) und Zsuzsa Czene (1:43,3 min) wurden mit Strafzeiten belegt.
Am Juniorenrennen nahmen 39 der 41 qualifizierten Läuferinnen teil, 38 platzierten sich. Den Titel gewann die Polin Monika Hojnisz vor der Siegerin des Sprints, Tetjana Tratschuk aus der Ukraine, und Luiza Dmitrieva aus Russland. Thordis Arnold wurde 14., Lena Schäfer 23. Andere Starterinnen aus dem deutschsprachigen Raum waren nicht am Start.

## Mixed
- 2x3 + 2x4 Kilometer

| Platz | Land       | Sportler(in)                                                            | Zeit      | Schießfehler + Nachlader                |
| ----- | ---------- | ----------------------------------------------------------------------- | --------- | --------------------------------------- |
| 1     | Russland   | Irina Leukhina Olga Prokopewa Maxim Adiew Alexei Katrenko               | 52:21,4   | 1+0 - 0+0 2+0 - 3+0 1+0 - 2+0           |
| 2     | Ukraine    | Switlana Krikontschuk Tetjana Tratschuk Nasarij Buryk Andrij Bohaj      | + 0:47,9  | 0+0 - + 3+0 - 0+0 0+0 - 1+0 0+0 - 0+0   |
| 3     | Slowakei   | Jana Gereková Natália Prekopová Miroslav Matiaško Matej Kazár           | + 1:02,9  | 3+0 - 2+0 0+0 - 0+0 0+0 - 3+1 3+1 - 0+0 |
| 4     | Tschechien | Veronika Hořejší Pavla Schorná Marian Válek Luboš Schorný               | + 2:45,4  | 1+0 - 0+0 2+0 - 2+0 0+0 - 2+0           |
| 5     | Belarus    | Iryna Babezkaja Wolha Nasarawa Dzmitry Labetsik Artsiom Leshchanka      | + 4:13,3  | 1+0 - 2+0 0+0 - 3+1 2+0 - 3+3 2+0 - 2+0 |
| 6     | Polen      | Maria Bukowska Katarzyna Leja Tomasz Puda Mateusz Wieczorek             | + 6:13,3  | 2+0 - 1+0 3+1 - 3+1 0+0 - 2+0 0+0 - 1+0 |
| 7     | Usbekistan | Dilafruz Imomhusanova Darmonjon Rozmetova Ruslan Nasirov Anuzar Yunusov | + 10:58,5 | 1+0 - 2+0 3+4 - 3+4 3+1 - 2+0 3+3 - 3+1 |
| 8     | Ungarn     | Agnes Simon Ildikó Papp Károly Gombos Daniel Pelyhe                     | + 12:08,3 | 3+3 - 3+2 2+0 - 2+0 1+0 - 3+0 3+1 - 3+4 |
| 9     | Moldau     | Alexandra Camenșcic Dimitria Ciobanu Liviu Croitoru Victor Pînzaru      | + 12:25,7 | 2+0 - 2+0 0+0 - 3+3 3+3 - 3+2 1+0 - 0+0 |

Datum: Sonntag, 15. August 2010, 10:00 Uhr

Es starteten neun Staffeln. Vertreter aus dem deutschsprachigen Raum waren nicht am Start. Die russische Staffel siegte überlegen.
Das Rennen der Junioren und Juniorinnen gewannen ebenfalls die russischen Starter vor den Staffeln aus Polen und Rumänien. Die deutsche Staffel in der Besetzung Thordis Arnold, Lena Schäfer, Hendrik Redeker und Niklas Heyser wurde sechste und damit Letztplatzierte der gewerteten der sieben gestarteten Staffeln. Die Vertretung Ungarns wurde disqualifiziert.

## Belege
- Resultate

1. ↑  Ergebnisliste Sprint Männer (PDF; 50 kB)
2. ↑  Ergebnisse des Verfolgungsrennen der Männer (PDF; 58 kB)
3. ↑  Sprintergebnisse der Frauen (PDF; 43 kB)
4. ↑  Ergebnisse des Verfolgungsrennen der Frauen (PDF; 46 kB)
5. ↑  Ergebnisse der Mixed-Staffel (PDF; 71 kB)
6. ↑  Ergebnisse der Junioren-Mixed-Staffeln (PDF; 73 kB)